# Thusnelda

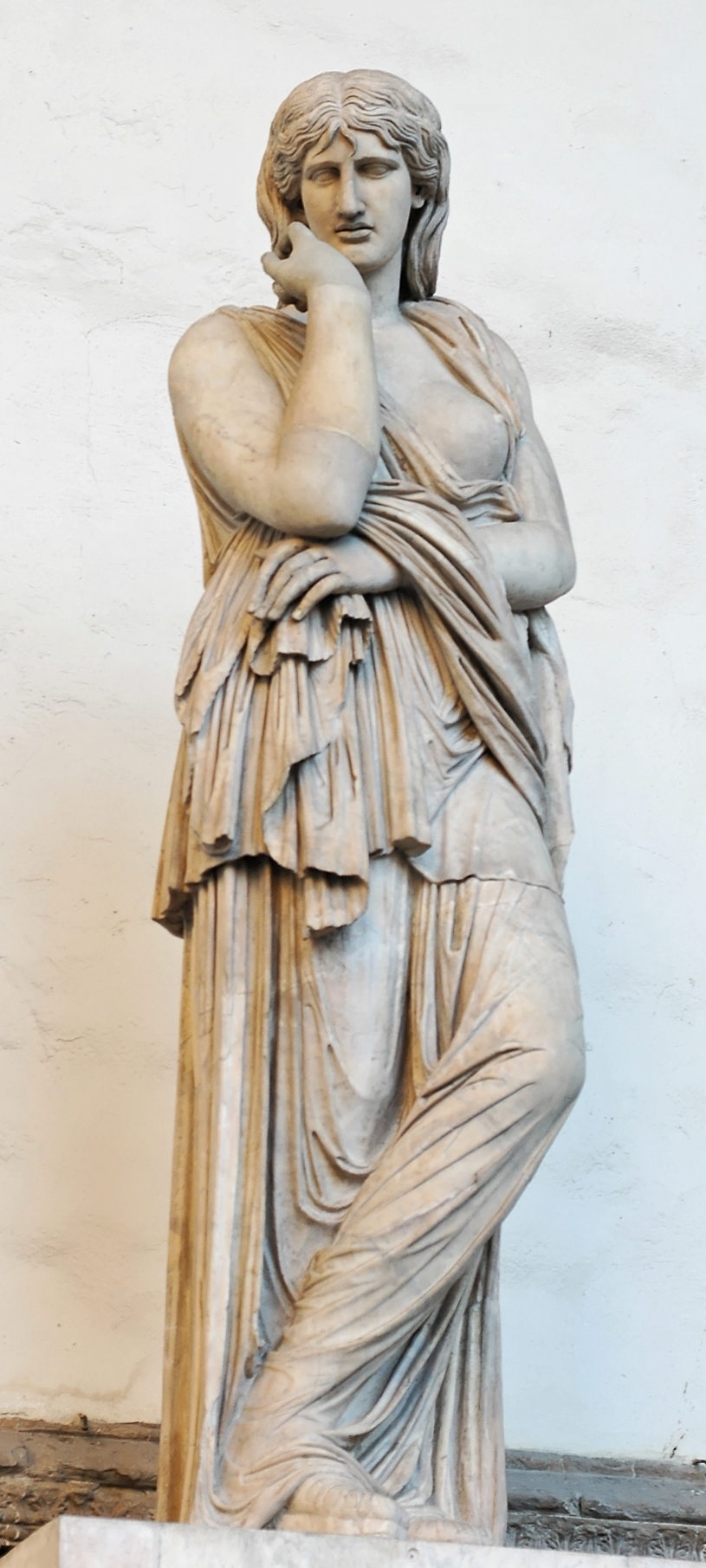
Rzeźba Thusneldy w Loggia dei Lanzi we Florencji

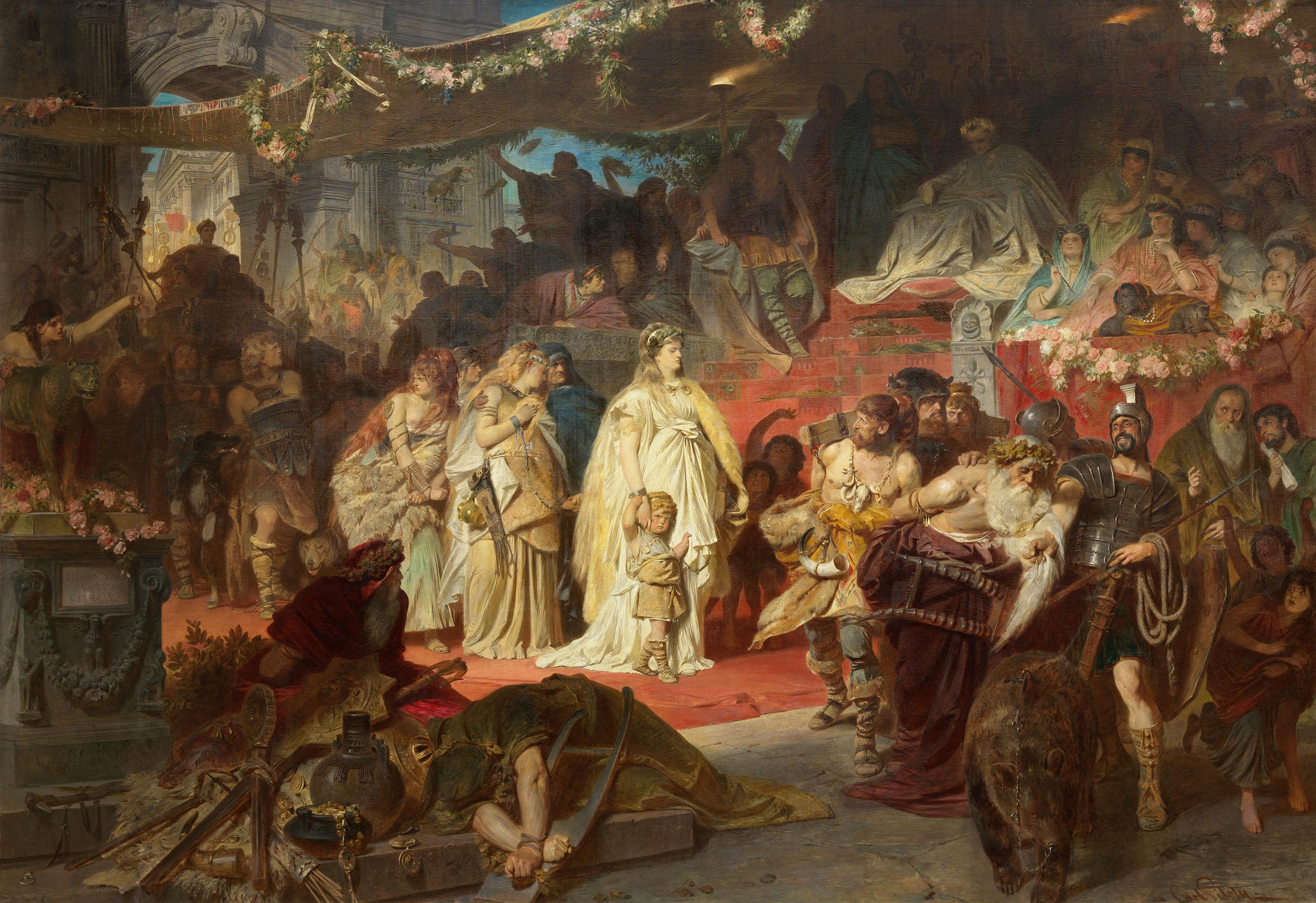
Thusnelda z synem podczas triumfu Germanika na obrazie Karla Theodora von Piloty

Thusnelda (ur. ok. 10 p.n.e., zm. po 17 n.e.) – germańska księżniczka z plemienia Cherusków, uczestniczka triumfu Germanika po inwazji rzymskiej na Germanię; znana z tekstów Strabona i Tacyta.

## Życiorys
Była córką prorzymskiego księcia Cherusków Segestesa. W 9 n.e. Arminiusz, jej przyszły mąż, który w dzieciństwie został przekazany przez ojca Rzymianom i wychowany jako rzymski dowódca wojskowy służący pod wodzą Publiusza Kwinktyliusza Warusa, zdradził Rzym i przyłączył się do Germanów. Przewodził koalicji germańskich plemion i pokonał legiony Warusa w bitwie w Lesie Teutoburskim. Prawdopodobnie w wyniku sporu z ojcem Thusnelda związała się z Arminiuszem, choć była już zaręczona. Arminiusz uprowadził ją z domu rodzinnego i poślubił w 14 n.e. Wkrótce zaszła w ciążę.
W maju 15 n.e. Thusnelda została pojmana przez Germanika, który najechał na Germanię. Została uprowadzona z domu ojca, który ją odbił od zięcia, i jako ciężarna dostarczona Germanikowi. Została zakładniczką Rzymu. Arminiusz dotkliwie przeżył utratę ukochanej i nie ożenił się ponownie. W niewoli Thusnelda urodziła jedyne dziecko, Thumelicusa. Wbrew namowom ojca nie zdecydowała się na unieważnienie małżeństwa z Arminiuszem.
W dniu 26 maja 17 n.e. Thusnelda i jej syn brali udział w triumfie Germanika, który z trybun oglądał zmuszony do tego jej ojciec.
Syn Thusneldy, Thumelicus, szkolił się w szkole gladiatorów w Rawennie. Prawdopodobnie zginął w walkach gladiatorów w młodym wieku. Możliwe, że miał 15 lub 16 lat. Nie wiemy, co po triumfie Germanika działo się z Thusneldą. Data jej śmierci nie jest znana.

## W popkulturze
W serialu Barbarzyńcy (2020) w postać Thusneldy wcieliła się francusko-niemiecka aktorka Jeanne Goursaud.

## Upamiętnienie
Zachowała się rzeźby przedstawiająca Thusneldę. Znajduje się w Loggia dei Lanzi we Florencji i pochodzi z początku II w. Została odkryta w Rzymie i umieszczona w Loggii w 1789.
W 1873/1874 powstał monumentalny obraz Carla Theodora von Piloty. Zajmuje całą ścianę galerii Nowej Pinakoteki w Monachium. Przedstawia triumf Germanika, w tym Thusneldę z synem.
Jej imieniem nazwana jest asteroida 219 odkryta w 1880.